# 長鰭重鈎鯰
長鰭重鈎鯰，為輻鰭魚綱鯰形目甲鯰科的其中一種，為熱帶淡水魚，分布於南美洲托坎廷斯河流域，體長可達20公分，棲息在岩石底質且流動的底層水域，生活習性不明。

## 扩展阅读
維基物種上的相關：長鰭重鈎鯰